# Nick Bruno
Nicholas “Nick” Bruno (...) è un regista, animatore, produttore cinematografico e doppiatore statunitense, noto principalmente per aver diretto Spie sotto copertura (Spies in Disguise) e Nimona.

## Carriera
Nick Bruno ha iniziato la sua carriera ai Blue Sky Studios come animatore in quattro film L'era glaciale: L'era glaciale 2 - Il disgelo (Ice Age: The Meltdown), L'era glaciale 3 - L'alba dei dinosauri (Ice Age: Dawn of the Dinosaurs), L'era glaciale 4 - Continenti alla deriva (Ice Age: Continental Drift) e L'era glaciale - In rotta di collisione (Ice Age: Collision Course). È stato anche un animatore di Rio, Epic - Il mondo segreto (Epic), Rio 2 - Missione Amazzonia (Rio 2) e Snoopy & Friends - Il film dei Peanuts (The Peanuts Movie)
Nel 2019 dirige assieme a Troy Quane Spie sotto copertura (Spies in Disguise). 
Nell'aprile 2022, è stato annunciato per ci-dirigere assieme a Troy Quane il film d'animazione della Annapurna Animation: Nimona e distribuito il 30 giugno 2023 su Netflix. 
Il 5 settembre 2023 viene ingaggiato come regista per dirigere l’adattamento del videogioco Stray per la Annapurna Animation. 

## Filmografia

### Regista

#### Lungometraggi
- Spie sotto copertura (Spies in Disguise), - co-regia con Troy Quane (2019)
- Nimona, - co-regia con Troy Quane (2023)

### Animatore
- L'era glaciale 2 - Il disgelo (Ice Age: The Meltdown), regia di Carlos Saldanha (2006)
- L'era glaciale 3 - L'alba dei dinosauri (Ice Age: Dawn of the Dinosaurs), regia di Carlos Saldanha (2009)
- Rio, regia di Carlos Saldanha (2011)
- L'era glaciale 4 - Continenti alla deriva (Ice Age: Continental Drift), regia di Steve Martino e Mike Thurmeier (2012)
- Epic - Il mondo segreto (Epic), regia di Chris Wedge (2013)
- Rio 2 - Missione Amazzonia (Rio 2), regia di Carlos Saldanha (2014)
- Snoopy & Friends - Il film dei Peanuts (The Peanuts Movie), regia di Steve Martino (2015)
- L'era glaciale - In rotta di collisione (Ice Age: Collision Course), regia di Mike Thurmeier (2016)

### Cortometraggi
- Una ghianda è per sempre (No Time for Nuts), regia di Chris Renaud e Mike Thurmeier (2006)
- Surviving Sid, regia di Galen T. Chu, Karen Disher (2008)

## Riconoscimenti

### Premio Oscar
- 2024[2] - Candidatura per il miglior film d'animazione per Nimona

### Annie Awards
- 2024 – Candidatura per miglior regia in un film d'animazione per Nimona